# 石橋けい
石橋けい（いしばし けい、本名：石橋桂（読み同じ）、1978年6月23日 - ）は、日本の女優。旧芸名：石橋桂、石橋ケイ。
神奈川県横浜市出身。吉住モータース所属。堀越高等学校、調布学園女子短期大学卒業。体重53kg。特技はモダンバレエ、水泳、ピアノ。趣味は芸術鑑賞、カメラ。
『有言実行三姉妹シュシュトリアン』の山吹月子役や平成ウルトラマンシリーズへの出演で知られる。

## 経歴
舞台俳優の父と、大学時代に演劇科に所属していた母の間に生まれる。
父の仕事ぶりを見て物心つく前から父と同じ舞台の仕事をしたいと思うようになり、将来に向けての鍛錬の一環としてピアノやモダンバレエなどの習い事に勤しむ。幼少時はテレビや漫画は嫌いだったためほとんど触れていなかったが、中学生の頃から映画やテレビの仕事にも関心を持つようになる。この時期に女優になるという目標を明確にし、進路指導の先生に「夢を持つのは大事だけど現実を見なさい」と笑い飛ばされたことを機に腕試しとしてオーディションを受け始め、14歳で芸能界デビューを果たす。以後、2000年代初頭にかけて映像を中心に出演し、2000年に俳優・小林薫と劇作家・岩松了による演劇ユニット「タ･マニネ」の第2回公演｢悪戯｣で初舞台を踏んだことを機に舞台演劇の分野にも進出する。

## 略歴
映画のオーディションがきっかけでスカウトされ、1992年放映のテレビドラマ『NIGHT HEAD』でデビュー。
1993年、『有言実行三姉妹シュシュトリアン』で山吹家の次女・山吹月子役を演じて当たり役となる。
1994年、東日本キヨスク（現・JR東日本リテールネット）のイメージガールを務める。
『シュシュトリアン』の三姉妹役で共演した広瀬仁美がレギュラー出演していた『忍者戦隊カクレンジャー』の第35話『おしおき三姉妹』に、同じく三姉妹役で共演した田中規子と共にゲスト出演し、『シュシュトリアン』のパロディを演じた。
1996年、『ウルトラマンティガ』に準レギュラーとして出演。以後、続編2作を始め平成ウルトラマンシリーズの常連キャストとなる。
2008年よりパチンコ・コンコルドのCM（静岡県ローカル、2021年まで）に出演したのをきっかけに山内ケンジ演出作品の常連となる。
2008年10月5日、逗子マリーナの「リビエラ」で俳優の古宮基成と結婚式を挙げた。
2018年7月、『有言実行三姉妹シュシュトリアン』の姉妹役で共演した広瀬仁美主催のイベント『白雪姫外伝』にシークレットゲストとしてビデオメッセージを送った(同イベントには同じく姉妹役で共演した田中規子もゲスト出演していた)。

## 人物
幼少時は女の子らしい服装が苦手で常にショートカットでズボンを履き、屋内よりも屋外で遊び回ることの方が多い子で、小学5、6年生頃になって落ち着くまでクラスメートの男子相手にケンカばかりしては口論で言い負かして泣かせてしまうほどに気性の激しい性格だったという。後年のインタビューでは「あまり感情の動揺が表情にでないため堂々としていると思われがちだが、実は小心者で怖がりである」と語っている。実際の服の好みと異なりシュシュトリアンの三姉妹の中では一番長身であり、役の設定の影響もあり他の二人に比べ制服以外にもスカートやジャンパースカートを履く機会が多かった。

## 出演

### テレビドラマ
- NIGHT HEAD 第1話・第6話（1992年10月8日・11月12日、フジテレビ） - 立花美紀 役
- 有言実行三姉妹シュシュトリアン（1993年1月 - 10月、フジテレビ） - 山吹月子 役
- 飛べないオトメの授業中（1994年5月29日、フジテレビ）
- 忍者戦隊カクレンジャー 第35話 おしおき三姉妹（1994年10月14日、テレビ朝日） - 山咲月代 役
- さすらい刑事旅情編 第7シリーズ 第14話 女子高生が置引き!?花の贈り物（1995年1月25日、テレビ朝日） - 松本真弓 役
- 私、味方です 第4回 セーラー服の味方です（1995年2月2日、TBS） - ギャル 役
- ハートにS 第8回 オトメの放課後・家出編（1995年5月29日、フジテレビ）
- 火曜サスペンス劇場 地方記者・立花陽介 第6作 鎌倉湘南通信局（1995年8月15日、日本テレビ） - 谷口エリ 役
- 風の刑事・東京発!　第11話 特急あさま高原に消えた恋人（1996年1月10日、テレビ朝日） - 浅岡愛 役
- 飛べない羽根（1996年6月8日、NHK-BS9） - 杉浦十夢 役
- 知恵ちゃんの不思議な手紙（1996年8月10日、NHK）
- 刑事追う! 第20話 痣（1996年8月19日、テレビ東京） - アイコ 役
- 世にも奇妙な物語 春の特別編 史上最強の転校生（1997年3月31日、フジテレビ） - 藤田タカコ 役
- 遠山の金さんVS女ねずみ 第17話 偽装心中!箱根路の逃避行（1997年6月14日、テレビ朝日） - お園 役
- 幻想ミッドナイト 第10話 目目連（1997年12月13日、テレビ朝日） - 隣家の娘 役
- ウルトラシリーズ
  - ウルトラマンティガ（1996年-1997年、毎日放送） - シンジョウ・マユミ 役
  - ウルトラマンダイナ（1998年、毎日放送） - シンジョウ・マユミ 役
  - ウルトラマンガイア（1998年-1999年、毎日放送） - 多田野慧 役
  - ウルトラQ dark fantasy 第6話 楽園行き（2004年5月11日、テレビ東京） - 楽園の配達人 役
  - ウルトラマンメビウス（2006年-2007年、中部日本放送） - フジサワ アサミ博士 役
  - ウルトラゾーン ドラマパート第19話 最後の攻撃命令･前編・第20話 最後の攻撃命令･後編（2012年2月26日・3月4日、tvk・チバテレ・テレ玉・サンテレビ・メーテレ） - 山本洋子 / ペダン星人 役
- 土曜ワイド劇場 三毛猫ホームズの黄昏ホテル（1998年2月21日、テレビ朝日） - 一の瀬夏美 役
- ATHENA -アテナ-（1998年4月 - 6月、テレビ東京） - 麻宮アテナ 役
- 金曜エンタテイメント 坊ちゃん教授の事件簿（フジテレビ）
  - 2 伊豆の踊子殺人事件（1998年5月8日） - 三島亜紀 役
  - 3 岩手花巻 銀河牧場殺人事件（2003年10月24日） - 島崎典子 役
- はみだし刑事情熱系 PART3 第5話（1998年11月4日、テレビ朝日） - 大橋妙子 役
- 蒲生邸事件（1998年11月26日、NHK-BS9） - 尾崎孝史の妹 役
- 土曜ワイド劇場 終着駅シリーズ 第9作 駅（1998年11月28日、テレビ朝日） - 青山さち 役
- 悪いオンナ 誘惑を売る女（1999年12月、TBS） - 山口花栄役
- 金曜エンタテイメント 山村美紗サスペンス 赤い霊柩車10 女相続人 死を呼ぶダイヤ（1998年12月25日、フジテレビ） - 岸田エリ 役
- BS夏休み特集 7曜日って？（1999年8月16日 - 20日、NHK BS1）
- 救急戦隊ゴーゴーファイブ 第37話 美女がサイマ獣!?（1999年11月7日、テレビ朝日） - 乾つぐみ 役
- 悪戯（2000年9月23日、NHK BS2） - 東山まどか 役
- 科捜研の女 第2シリーズ 第8話（2000年12月7日、テレビ朝日） - 須崎亜由美 役
- LONG LOVE -遠嫁日本- （2001年、中国製作ドラマ） - 川井美子 役
- ロング・ラブレター〜漂流教室〜（2002年1月 - 3月、フジテレビ） - 中沢純子 役
- ウエディングプランナー SWEET デリバリー（2002年4月10日 - 6月26日、フジテレビ） - 大森亜紀 役
- 太陽の季節（2002年7月-9月、TBS） - 白川笙子 役
- 私立探偵 濱マイク 第7話 私生活（2002年8月12日、読売テレビ） - 須藤美沙 役
- アルジャーノンに花束を（2002年10月 - 12月、関西テレビ） - 小林留美子 役
- ドラマ・ブック 恋のエチュード 第8回 さよならの贈り物（2002年11月20日、BS日テレ） - マユコ 役
- 怪談新耳袋 第2夜 第10話 電車 The Train（2003年2月27日、BS-i） - さやか 役
- ほんとにあった怖い話（フジテレビ）
  - 春の恐怖ミステリー 父の想い（2003年4月8日） - 横山美幸 役
  - スペシャル3 真夜中の徘徊者（2003年9月5日） - 水野八重子 役
  - 第一シリーズ #4 病棟の夜（2004年1月31日） - 主演・杉村かなえ 役
- ホットマン 第3話・第9話（2003年4月24日・6月5日、TBS） - 加奈子 役
- 顔 第7話・第8話（2003年5月27日・6月3日、フジテレビ） - 鈴木真寿美 役
- ダムド・ファイル シーズンII file No.0020 もう一人の友人・渥美郡（2003年12月12日、メ〜テレ） - 沢崎美千代 役
- プレミアムステージ 犬神家の一族（2004年4月3日、フジテレビ） - 犬神小夜子 役
- 相棒（テレビ朝日）
  - season5 第5話（2006年11月8日） - 堀切真帆 役
  - season10 第2話（2011年10月26日） - 南智子 役
- 水曜ミステリー9 名犬フーバーの事件簿（2008年6月11日、テレビ東京） - 長源寺純夏 役
- ギルティ 悪魔と契約した女 第1話（2010年10月12日、関西テレビ） - 北村麻由美 役
- ラストマネー -愛の値段- 第6回 保険が殺した愛（2011年10月18日、NHK） - 看護士 役
- 湯けむりスナイパーお正月スペシャル 2012(2012年1月6日、テレビ東京） - 高儀のマネージャー 役
- ビューティフルレイン（2012年7月 - 9月、フジテレビ） - 木下妙子 役
- 踊る大捜査線 THE LAST TV サラリーマン刑事と最後の難事件（2012年9月1日、フジテレビ） - 清水咲子 役
- 梅ちゃん先生 第154話（2012年9月27日、NHK） - 中井睦子 役
- 高梨さん 第8話（2013年5月20日、NHKワンセグ2） - まゆみ 役
- かなたの子 第2話（2013年12月8日、WOWOW） - 野宮綾子 役
- セーラーゾンビ（2014年4月 - 7月、テレビ東京） - 寺川小雪 役
- 罪人の嘘 第2話・第4話（2014年9月7日・21日、WOWOW） - 安西の妻
- マザーズ  （2014年10月18日、中京テレビ） - 佐藤広子 役
- 深夜食堂3 第3話（2014年11月4日、毎日放送） - 里見けい 役
- マザーズ2015 17歳の実母（2015年12月19日、中京テレビ） - 佐藤広子 役
- 警視庁・捜査一課長 第2話（2016年4月21日、テレビ朝日） - 秋野芳美 役
- ゆとりですがなにか（2016年4月17日 - 6月19日、日本テレビ） - 若山奈々江 役
- セシルのもくろみ（2017年7月 - 9月、フジテレビ） - 平井早紀 役
- 予兆 散歩する侵略者（2017年9月 - 10月、WOWOW） - 川内和代 役
- 猫とこわもて2（2018年2月22日、BSジャパン） - たまみ 役
- 本気のしるし（2019年10月15日 - 12月17日、メ〜テレ） - 細川尚子 役
- 愛知発地域ドラマ「黄色い煉瓦〜フランク・ロイド・ライトを騙した男〜」（2019年11月27日、NHK BSプレミアム） - 久田きん 役[6]
- 孤独のグルメ Season8 第9話（2019年11月30日、テレビ東京） - 店主 役
- おじさまと猫 第2話 - 第6話・最終話（2021年1月14日 - 2月11日・3月25日、テレビ東京） - 山上 役
- 生きるとか死ぬとか父親とか 第3話・第7話（2021年4月24日・5月22日、テレビ東京） - 栗島ミナミ 役

### 映画
- 右向け左!自衛隊へ行こう（1995年） - 山本ヒロミ 役
- B面の夏（1995年12月） - 柳井ミユ 役
- きけ、わだつみの声 Last Friends（1995年） - 芥川弥生 役
- 勝手に死なせて! （1995年） - 能見うらら 役
- 女優霊（1996年） - 村上沙織 役
- 友情へラン!（1996年）（中高生向き人権問題教育映画） - 清水裕子 役
- 風の歌が聴きたい（1998年7月18日） - ディスコの少女 役
- THE BANGの女達・女子高生篇 - 森川沙織 役
- マモル 〜気分はタクシードライバー〜（1997年） - 待ち合わせの少女 役
- また あした（日本映画学校卒業製作） - ユーコ 役
- SADA〜戯作・阿部定の生涯 （1998年4月11日） - 売笑婦 役
- オサムの朝（1999年7月31日） - 弥生 役
- ウルトラマンティガ THE FINAL ODYSSEY（2000年3月11日） - シンジョウマユミ 役
- 人生ごっこ!?（2008年2月9日） - 藍原まこと 役
- 大決戦!超ウルトラ8兄弟（2008年9月13日） - テレビ司会者シンジョウ 役
- ミツコ感覚（2011年12月17日公開） - エミ 役
- カラスの親指（2012年11月23日）
- 天空の蜂（2015年） - 湯原篤子 役
- 友だちのパパが好き（2015年） - 箱崎ミドリ 役
- At the terrace テラスにて（2016年） - 添島和美 役
- ハード・コア（2018年11月23日） - 水沼多恵子 役
- 本気のしるし＜劇場版＞（2020年10月9日） - 細川尚子 役
- 騙し絵の牙（2021年3月26日、松竹） [7]
- 鳩の撃退法（2021年8月27日、松竹）

### オリジナルビデオ
- 亡霊学級（1996年11月） - 石丸ミワコ 役
- 亡霊学級 ～少女の戦慄～（1997年12月） - 由良光子 役
- ウルトラマンティガ外伝 古代に蘇る巨人（2001年） - トウヤ 役

### 舞台
- ブロードウェイミュージカル フットルース 〜みんなヒーロー〜（2001年9月30日 - 10月28日、赤坂ACTシアター） - アーリーン 役
- 悪戯 - 東山まどか 役
  - （2000年5月19日 - 6月4日、東京シアターコクーン）
  - （2000年6月23日 - 25日、大阪シアター・ドラマシティ）
  - （2000年6月27日 - 28日、福岡メルクパルクホール福岡）
- リア王の悲劇（2004年9月25日 - 10月11日、世田谷パブリックシアター） - コーディリア 役
- 公務員ドリーム －本気でドンペリ5秒前－（2005年2月1日 - 6日、萬スタジオ）
- 桜の園（2005年5月21日 - 6月8日シアタープロジェクト・東京） - アーニャ 役
- あかね空を越えて 〜夏への扉2005〜（2005年9月15日 - 26日、下北沢駅前劇場） - 郷田さやか 役
- SIMPLY BECAUSE IMITATION（2006年3月21日 - 26日、ウッディシアター中目黒）
- 怪力（2006年4月15日 - 23日、吉祥寺シアター） - アンナ・カレーニナ 役
- 朝焼けのマンハッタン（2007年7月7日 - 19日、紀伊国屋サザンシアター） - 田口恵 役
- 新しい橋〜le pont neuf〜（2008年2月6日 - 11日、下北沢駅前劇場） - 佐久間倫子 役
- ミステリーナイト2008 上空1万メートルの罠
  - （2008年8月8日 - 10日、福岡JALリゾートシーホークホテル福岡）
  - （2008年8月14日 - 18日、東京ホテルイースト21）
  - （2008年8月22日 - 23日、大阪リーガロイヤルホテル）
- 新しい歌〜tyto nove pisnicky〜（2008年11月20日 - 27日、イワト劇場） - 岸本ミドリ 役
- 新しい男（2009年6月26日 - 7月5日、三鷹市芸術文化センター） - 桂子 役
- 微笑の壁（2010年10月22日 - 31日、下北沢ザ・スズナリ） - 川嶋ミドリ 役
- メガネ夫妻のイスタンブール旅行記（2011年5月21日 - 31日、こまばアゴラ劇場） - 吉岡晶子 役
- 探索（2011年12月1日 - 11日、三鷹市芸術文化センター） - 坪内画廊の妻 役
- スキラギノエリの小さな事件（2012年6月6日 - 17日、下北沢 小劇場楽園） - 王妃 役
- あの山の稜線が崩れてゆく（2012年11月29日 - 12月11日、こまばアゴラ劇場） - 神崎冴子 役
- 効率の優先（2013年6月7日 - 16日、東京芸術劇場）
- 身の引きしまる思い（2013年11月29日 - 12月8日、三鷹市芸術文化センター星のホール）
- トロワグロ（2014年11月29日 - 12月9日、下北沢ザ・スズナリ）
- 仲直りするために果物を（2015年5月29日 - 6月7日、東京芸術劇場シアターイースト）
- ツインズ TWINS（2015年12月6日 - 30日、パルコ劇場）
- 多重露光（2023年10月6日 - 22日〈予定〉、日本青年館ホール） - 山田純九郎の母 役[8]

### PV
- 電気グルーヴ『Nothing's Gonna Change (死者の書 Ver.)』（1999年） - 音楽番組のMC 役

### テレビ番組
- 地球温暖化特集 サンゴの島は消えるか（1997年12月6日、NHK BS1）
- 世界・ふしぎ発見! 第661回「傾国の美女の明末清初　順治帝の恋」（1999年10月23日、TBS） - ミステリーハンター
- 世界プチくら!（2003年11月7日、朝日放送）
- こころ・カレシ〜心理テストで女を磨く 恋愛編〜（2013年1月30日、NHK BSプレミアム） - ドラマパートのナレーション

### CM
- JR東日本リテールネット - 東日本キヨスク イメージガール（1995年）
- カンロ - カンロ飴「幸せな顔・ヤング」篇
- ECC総合教育機関 - ECC「こわくなんかない」篇（1995年）
- ピエトロ - ピエトロドレッシング「おいしいサラダお弁当」篇
- サッポロビール - 黒ラベル「'99海」篇 （1999年）
- ソニー・コンピュータエンタテインメント - ファンタビジョン「ふたりのファンタビジョン」（2002年）
- 日産自動車 - ステージア「journey：大切な人」篇 （2006年）
- 新日邦 - コンコルド（静岡ローカル）
  - 「娯楽仮面コンケルド」（2008年 - 2010年）
  - 「心にコンコルドを」篇（2011年 - 2012年）
  - 「コンコルゲン」篇（2012年 - 2014年）
  - 「コンコルゲン夫婦」篇（2014年 - 2016年）
  - 「悪を食うパヤ」篇（2016年 - 2020年）
  - 「コンコル土」篇（2020年 - 2021年）
- パナソニック -「ビデオカメラ追っかけフォーカス 家族編」
- 花王 - アタックNeo（2010年）
  - 「忙しいママ」篇
  - 「忙しいママ・2回まわし」篇
- ブックオフコーポレーション（2011年）
- ミツカン（2011年）
  - 混ぜ込みいなり「疑問」篇
  - ごまリッチ「足りないもの」篇
- DeNA - mobage「ワンピースグランドコレクション チョッパー」篇(2012年)
- 資生堂 - 専科「シミまで隠れる」篇（2012年）
- キユーピー -「愛は食卓にある。」食卓で話そうよ「＋imagination トウモロコシ」篇（2012年） - ラジオCM
- 東洋水産 - マルちゃん麺づくり「めんめん村上 登場」篇（2015年）
- 西友 -「やっぱコスパ　私の流儀」 篇（2016年）[9]
- KIRIN - のどごし生（2016年）
- リクルート - カーセンサー「SUVを選んだ未来」篇（2017年）[10]
- グリコ - カフェオーレ（2018年）

### その他
- 横浜市 長期ビジョン 横浜の日。（2007年）
- Honda Smile Mission プチェコムービー 本編（2012年7月 - ）
- Tokyo Copywriters' Street - ナレーション
  - 薄景子「ミャーミャーミャーコ」（2013年1月14日 - ）
  - 細田佳宏さん「白鳥」（2013年2月3日 - ）